# Рдесник альпійський
Рдесник альпійський (Potamogeton alpinus) — вид багаторічних водних трав'янистих росли родини рдесникові (Potamogetonaceae). Етимологія: лат. alpinus — «альпійський».

## Опис
Має вельми розгалужене кореневище. Стебла круглі в перетині, без плям, до 200 см, зазвичай нерозгалужені. Рослина часто забарвлена червоним. Листки спірально розташовані. Плавучі листки можуть бути напівпрозорими, від еліптичних до досить вузьких, до 9 × 2.5 см, іноді відсутні; листова пластина червонувато-зелена. Занурені листки від ланцетних до вузько еліптичних, до 22 × 3.3 см, тупі на вершині, від світло-коричневого до червонуватого кольору. Зелені квіти 3–10 см завдовжки. Плоди 2.6–3.7 мм, від оливково-зеленого до коричневого кольору, зворотно-яйцюваті. Хромосоми: (2n = 26, 52).

## Поширення
Європа (у тому числі Україна), Азія, Гренландія, США, Канада. Росте в холодних і помірних областях північної півкулі. Населяє озера, канали, струмки, особливо на торф'яному ґрунті. Зрідка культивують, найкраще розмножують діленням кореневищ.

## Галерея

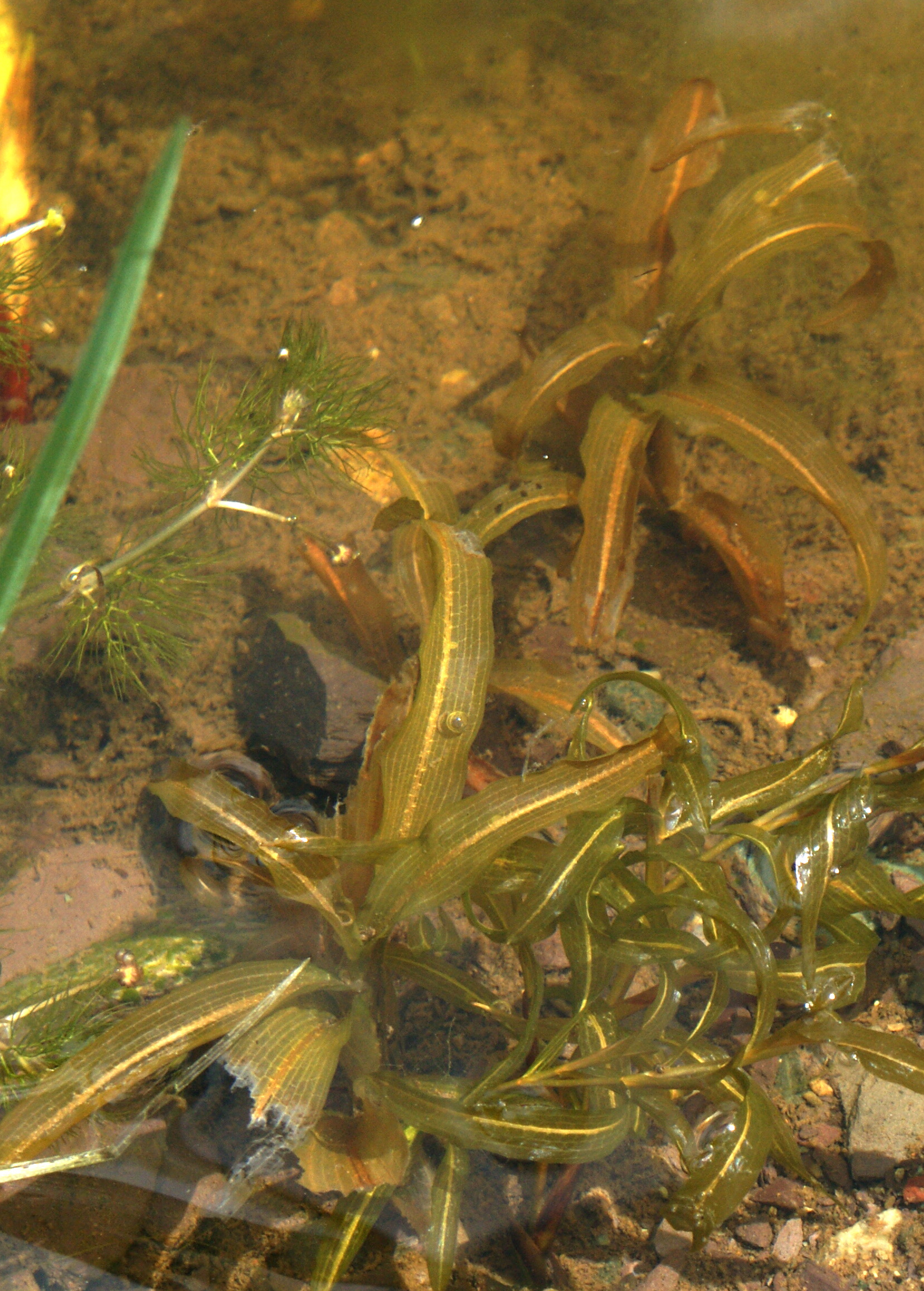
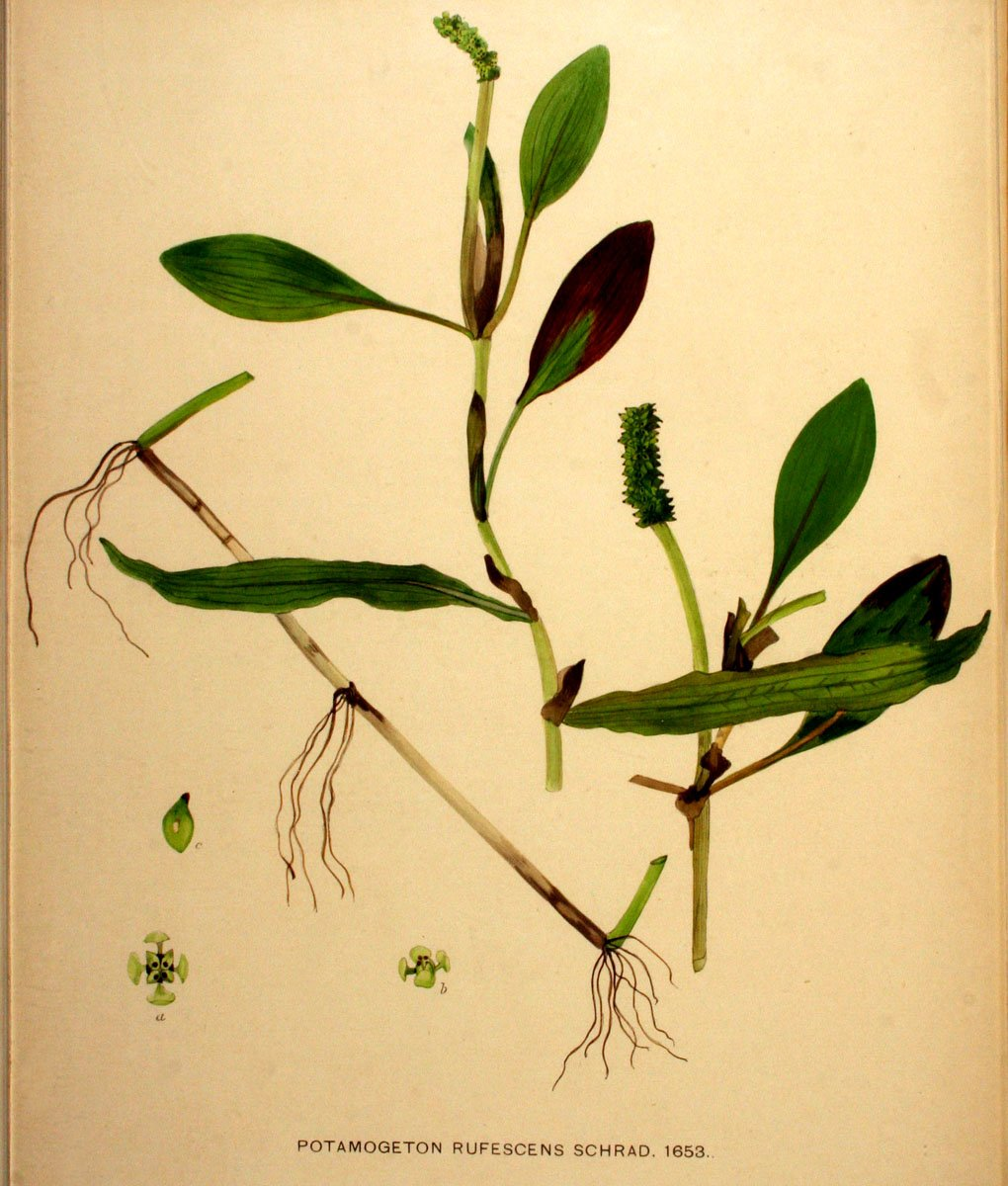